# یک تعامل مختصر
یک جلسه کوچک (به هندی: Chhoti Si Mulaqat) یا یک تعامل مختصر (به انگلیسی: A Brief Interaction) فیلمی هندی محصول سال ۱۹۶۷ و به کارگردانی آلو سرکار است. در این فیلم بازیگرانی همچون اوتام کومار، ویجینتی مالا، راجندرا نات، شاشیکالا، تارون بوس، وینا، سولوچنا چاترجی و یوگتا بالی ایفای نقش کرده‌اند.